# توم سميث (لاعب كرة قدم)
توم سميث (بالإنجليزية: Tom Smith)‏ (25 فبراير 1998 بسويندون في المملكة المتحدة - ) هو لاعب كرة قدم بريطاني في مركز الوسط. لعب مع سويندون تاون.

## وصلات خارجية
- توم سميث على موقع قاعدة بيانات كرة القدم.إي يو (الإنجليزية)
- توم سميث على موقع قاعدة بيانات كرة القدم.إي يو (الإنجليزية)
- توم سميث على موقع Soccerbase.com (لاعب) (الإنجليزية)
- توم سميث على موقع Soccerway.com (الإنجليزية)